# I piccoli detective di Borgombroso
I piccoli detective di Borgombroso è un romanzo giallo per ragazzi di Luca Azzolini, firmato con lo pseudonimo di Jonathan Merlin, che è stato pubblicato da Giunti Editore l'8 giugno 2016.

## Trama
Quattro piccoli scout, Ottavia, Danny, Emma e Leo si stanno godendo il loro campo estivo, presso il campo scout delle Api Ribelli. Ma una serie di misteriosi furti inizia a colpire gli abitanti del vicino villaggio di Borgombroso, un centro poco distante dal bosco in cui si trova il piccolo e ameno campo. È così che scompaiono orologi, gioielli, antiche cianfrusaglie e anticaglie. 
Saranno Ottavia, Danny, Emma e Leo a indagare sugli strani avvenimenti. Fondano così un club di detective e iniziando a indagare su quei misteriosi furti, finché il misterioso ladro non colpisce il campo scout proprio sotto i loro nasi. Un ladro misterioso, inafferrabile come un fantasma, quasi invisibile, che sembra scappare anche ai loro attenti occhi di giovani investigatori.

## Traduzioni
- Nel maggio 2017 il romanzo è stato tradotto in lingua greca col titolo "Οι μικροί ντετέκτιβ της Σκοτεινούπολης" dall'editore greco Εκδόσεις: Σαββάλας.[1]
- Nel marzo 2019 il romanzo è stato tradotto in lingua turca col titolo "Gölgeliköyün Kücük Dedektifleri" dall'editore turco Yapi Kredi Yayinlari.[2]

## Edizioni
- Luca Azzolini (come Jonathan Merlin), I piccoli detective di Borgombroso, Giunti Editore, 2016,  pp. 96, ISBN 9788809829831.